# Aulonogyrus
Aulonogyrus ist eine Gattung aus der Familie der Taumelkäfer (Gyrinidae). Sie kommt in Europa mit zwei Arten vor; in Mitteleuropa ist davon nur Aulonogyrus concinnus heimisch.

## Merkmale
Die Käfer haben einen unbehaarten Körper mit gelbem Seitenrand. Die Deckflügel haben 11 am Grunde fein chagrinierte (narbenmusterartige), matte Furchen. Der Halsschild ist ohne Querfurche. 
Die Larven unterscheiden sich von denen der Gattung Gyrinus durch ihre breitere und gedrungenere Körperform, kürzere Kiemenanhänge und den mittig vierzahnigen Kopfschild. 

## Arten (Europa)
- Aulonogyrus concinnus (Klug, 1834)
- Aulonogyrus striatus (Fabricius, 1792)